# 霍恩-叙尔岑
霍恩-叙尔岑是德国莱茵兰-普法尔茨州的一个市镇。总面积3.78平方公里，总人口626人，其中男性325人，女性301人（2011年12月31日），人口密度166人/平方公里。